# 11 Bolesławiecki Pułk Przeciwlotniczy
11 Bolesławiecki Pułk Przeciwlotniczy (11 pplot) – oddział Wojsk Obrony Przeciwlotniczej Sił Zbrojnych RP w latach 1967–1998 wchodzący w skład 11 Dywizji Kawalerii Pancernej, stacjonujący w Bolesławcu (JW 1259). Święto Pułku 8 sierpnia.

## Historia
Rodowód 11 Bolesławieckiego Pułku Przeciwlotniczego sięga 1952, gdy Minister Obrony Narodowej wydał rozkaz Nr 038 w sprawie powołania 93 Pułku Artylerii Przeciwlotniczej w Leśnicy k. Wrocławia. W 1958 pułk otrzymał sztandar. W 1967 Minister ON wydał rozkaz Nr 025 w sprawie przejęcia przez 93 pułk artylerii przeciwlotniczej tradycji 66 Pułku Artylerii Przeciwlotniczej (1944-1945) powstałego w Konopnicy.
W 1971 pułk został przeniesiony do Bolesławca. W 1974 pułk jako pierwszy w Wojsku Polskim został przezbrojony z klasycznego zestawu przeciwlotniczego S-60 w manewrowy przeciwlotniczy zestaw rakietowy 2K12 Kub. W latach 1975, 1977, 1980, 1984 i 1987 pułk wykonywał strzelania bojowe na poligonie w byłym Związku Radzieckim. Z każdego strzelania otrzymywał ocenę bardzo dobrą.
W 1988 podczas przegrupowania na poligon, w katastrofie kolejowej zginęło 10 żołnierzy pułku. Zgodnie z decyzją Ministra Obrony Narodowej Nr 56 z 1992 r. 66 Pułk Artylerii Przeciwlotniczej został przemianowany na 11. Jednocześnie przejął tradycje 1 Pułku Artylerii Przeciwlotniczej (1942-1947) 1 Dywizji Pancernej. 
W 1993 pułk jako pierwszy w Wojsku Polskim wykonał strzelanie bojowe z zestawu rakietowego „KUB” na poligonie w Ustce, otrzymując ocenę bardzo dobrą. W tym samym roku po raz pierwszy na wniosek Kapituły, dowódca wręczył honorową Odznakę Pułku. 6 sierpnia 1994 pułk otrzymał nowy sztandar oraz została mu nadana wyróżniająca nazwa „Bolesławiecki”. 6 marca 1998 szef Sztabu Generalnego wydał rozkaz Nr Pf 18 w sprawie rozformowania 11 Bolesławieckiego Pułku Przeciwlotniczego.

## Tradycje
- 1 Pułk Artylerii Przeciwlotniczej Lekkiej (1942-1947)
- 66 Pułk Artylerii Przeciwlotniczej (1944-1945)
- 93 Pułk Artylerii Przeciwlotniczej (1952-1967)
- 66 Pułk Artylerii Przeciwlotniczej (1967-1992)

## Dowódcy pułku
1 Pułk Artylerii Przeciwlotniczej Lekkiej (1942-1947)
- ppłk dypl. Marian Jurecki 1942-1943
- ppłk dypl. Olgierd Eminowicz 1943-1944
- ppłk Witold Berendt 1944-1947

66 Pułk Artylerii Przeciwlotniczej (1944-1945)
- mjr Wasili Rudomietow 1944-1945
- mjr Wasili Komarow 1945-1945

93 Pułk Artylerii Przeciwlotniczej (1952-1967)
- mjr Henryk Kordas  1952-1955
- ppłk dypl. Henryk Chmieluk 1955-1956
- ppłk dypl. Kazimierz Pundyk 1956-1958
- ppłk dypl. Stanisław Kościuk 1958-1959
- ppłk dypl. Henryk Sołtysiak 1959-1963
- ppłk dypl. Tadeusz Semenowicz 1963-1967

66 Pułk Artylerii Przeciwlotniczej (1967-1992)
- ppłk dypl. Tadeusz Semenowicz 1967-1970
- ppłk dypl. Wacław Dyrda 1970-1972
- ppłk dypl. Henryk Kucharczyk 1972-1978
- ppłk dypl. Stanisław Czepielik 1978-1980
- ppłk dypl. Zdzisław Kostrzewa 1980-1985
- ppłk dypl. Andrzej Lewandowski 1985-1988
- ppłk dypl. Mieczysław Rosiński 1988-1992

11 Bolesławiecki Pułk Przeciwlotniczy
- ppłk dypl. Mieczysław Rosiński 1992-1994
- ppłk dypl. Bogdan Kośny 1994-1997
- ppłk dypl. Andrzej Stenka 1997-1998

## Wyróżnienia
- Medal Ministra Obrony Narodowej „Za osiągnięcia w służbie wojskowej” 1975, 1977 i 1980
- Medal Dowódcy SOW „Za zasługi dla SOW” 1975 i 1984
- Miano „Przodującego oddziału w SOW” 1965, 1966, 1967, 1969 i 1980
- I miejsce we współzawodnictwie o tytuł „Najlepszego oddziału w wyszkoleniu i dyscyplinie na szczeblu ZT”  1986
- Dyplom Uznania Szefa Wojsk OPL MON „Za działalność szkoleniową i strzelania bojowe”  1975, 1977, 1980, 1984, 1987 i 1993
- Odznaką Honorową Ministra Edukacji Narodowej „Za zasługi dla oświaty”
- Odznaką Honorową „Zasłużony dla miasta Bolesławca” 1980